# Stand Still, Look Pretty
 (avril 2022).
Si vous disposez d'ouvrages ou d'articles de référence ou si vous connaissez des sites web de qualité traitant du thème abordé ici, merci de compléter l'article en donnant les références utiles à sa vérifiabilité et en les liant à la section « Notes et références ».

Stand Still, Look Pretty est le premier album de The Wreckers, le duo formé par Michelle Branch et Jessica Harp. Il est sorti le 23 mai 2006.

## Liste des titres
| No  | Titre                    | Durée |
| --- | ------------------------ | ----- |
| 1.  | Leave the Pieces         |       |
| 2.  | Way Back Home            |       |
| 3.  | The Good Kind            |       |
| 4.  | Tennessee                |       |
| 5.  | My, Oh My                |       |
| 6.  | Stand Still, Look Pretty |       |
| 7.  | Cigarettes               |       |
| 8.  | Hard to Love You         |       |
| 9.  | Lay Me Down              |       |
| 10. | One More Girl            |       |
| 11. | Rain                     |       |
| 12. | Crazy People             |       |